# József Takács
József Takács (Budapeste, 30 de junho de 1904 - Budapeste, 3 de setembro de 1983) foi um jogador de futebol internacional húngaro que atuava como atacante. Entrou em campo 32 vezes pela seleção nacional entre 1923 e 1933, marcando 26 gols. Esteve no time que disputou as Olimpíadas de 1924, mas não chegou a entrar em campo nenhuma vez. Em nível de clubes, Takács atuou por Vasas SC e Ferencváros.